# Neue Justiz
Die Neue Justiz (NJ), im Untertitel Zeitschrift für Rechtsentwicklung und Rechtsprechung, ist eine monatlich erscheinende juristische Fachzeitschrift, die seit 1947 die deutsche Rechtsentwicklung und Rechtsprechung dokumentiert. Ein Schwerpunkt der Berichterstattung liegt auf den neuen Bundesländern.

## Geschichte
Die Neue Justiz erschien erstmals im Januar 1947 in der SBZ, herausgegeben von Eugen Schiffer, ab deren Gründung im Jahr 1949 dann in der Deutschen Demokratischen Republik. Bis 1977 trug sie den Zusatz „Zeitschrift für Recht und Rechtswissenschaft“, von 1977 bis 1989 lautete der Zusatz „Zeitschrift für sozialistisches Recht und Gesetzlichkeit“. Bis einschließlich Heft 12/1977 erschien die Zeitschrift vierzehntäglich, ab dem Heft 13/1977 erschien sie monatlich. Herausgeber war von 1947 bis 1949 die Deutsche Justizverwaltung (DJV), seit 1949 dann das Ministerium der Justiz der DDR. Seit 1961 wirkten auch das Oberste Gericht der Deutschen Demokratischen Republik und der Generalstaatsanwalt der DDR bei der Herausgabe mit. Als Chefredakteure waren unter anderem Wolfgang Weiß (von 1947 bis 1951), Hans Nathan (1952/53), Hilde Neumann (von 1953 bis 1959), Lothar Schibor (von 1959 bis 1977), Gerhard Steffens und Adelhaid Brandt tätig. Ab dem Heft 13/1977 wurde ein namentlich benanntes Redaktionskollegium aufgeführt, ihm gehörten u. a. an: der stellvertretende DDR-Generalstaatsanwalt Harri Harrland, der Vizepräsident des Obersten Gerichts Werner Strasberg, die Professoren Martin Posch, Karl-Heinz Röder und Stephan Supranowitz sowie der Rechtsanwalt Friedrich Wolff.
Seit der Wende 1990 erscheint die Zeitschrift im Nomos Verlag und wird von einem Kollegium aus Rechtswissenschaftlern und Praktikern aus Justiz und Anwaltschaft herausgegeben, darunter den Präsidenten der Rechtsanwaltskammern der fünf neuen Bundesländer sowie dem Justizsenator von Berlin.

## Inhalt
Die NJ begleitete und unterstützte zunächst die Entfernung nationalsozialistisch belasteter Beamter und Juristen aus Macht- und Entscheidungspositionen, besonders aus dem Justizwesen und berichtete unter Anlehnung an die sowjetische Strafrechtspraxis über die juristische Auseinandersetzung mit der NS-Vergangenheit, etwa die Waldheimer Prozesse oder den Globke-Prozess. Das sowjetische Besatzungsrecht und die Politik der SED waren dagegen nicht Gegenstand der Berichterstattung. Vielmehr war die SED bestrebt, ihren Führungsanspruch auch über die neue Rechtsordnung zu festigen und kontrollierte mit der gesamten Presselandschaft auch die Arbeit der NJ. Im weiteren Verlauf befasste sich die NJ mit der Rechtsentwicklung in der DDR und der sie prägenden Gesetzgebung. Unter der Rubrik "Staat und Recht im Imperialismus" veröffentlichte die NJ regelmäßig Aufsätze zu Rechtsentwicklungen in den großen westlichen Demokratien.
Die Rezeption des bundesdeutschen Rechts mit der Herstellung der Einheit Deutschlands führte 1990 zu einer Umbenennung in Neue Justiz – Zeitschrift für Rechtsentwicklung und Rechtsprechung in den neuen Ländern und einer personellen sowie inhaltlichen Neuausrichtung, um die Leser mit dem neuen Rechtszustand vertraut zu machen und sich den aus der Übergangssituation ergebenden Kollisionsfragen zwischen alter und neuer Rechtsordnung unter Zugrundelegung des Einigungsvertrags zu widmen. Berichtet wurde auch über die Neuordnung des Justizwesens sowie die Aufarbeitung der SED-Diktatur.
Zwischen 1990 und 1994 erschien die monatliche Beilage »Grundzüge des Rechts der Bundesrepublik«.
Den Schwerpunkt der Zeitschrift bilden weiterhin Übersichtsaufsätze zur Rechtsentwicklung, um juristischen Praktikern einen wissenschaftlich fundierten, generalisierenden Überblick über Gesetzgebung, Rechtsprechung und Literaturmeinungen zu ermöglichen.
Die Auflage beträgt 1500 Exemplare. Seit 2009 hat die Redaktion ihren Sitz in Freiberg.